# Legea lui Ohm

V, I și R, parametrii legii lui Ohm

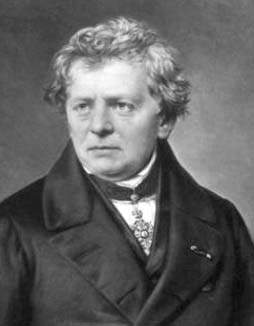
Georg Ohm

Model de rezistență internă

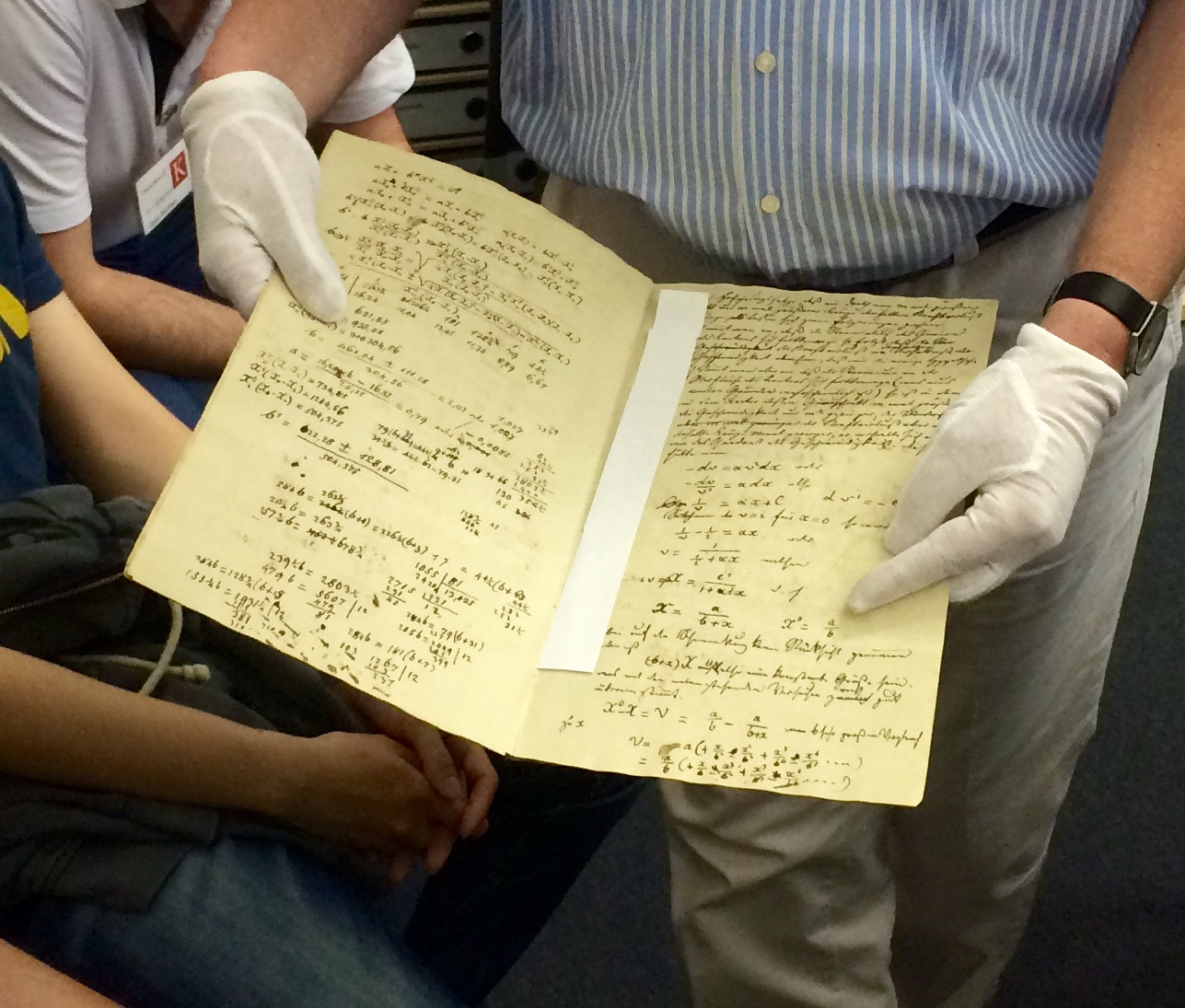
Legea lui Ohm în cartea de laborator a lui Georg Ohm.

Legea lui Ohm afirmă că intensitatea curentului electric care trece printr-un conductor între două puncte este direct proporțională cu tensiunea dintre cele două puncte. Introducând constanta de proporționalitate, rezistența, se ajunge la cele trei ecuații matematice utilizate pentru a descrie această relație:
{\displaystyle V=IR\quad {\text{sau}}\quad I={\frac {V}{R}}\quad {\text{sau}}\quad R={\frac {V}{I}}}Unde I este curentul care trece prin conductor, V este tensiunea măsurată între capetele conductorului, iar R este rezistența conductorului. Mai precis, legea lui Ohm afirmă că R din această relație este constantă, independentă de curent. Dacă rezistența nu este constantă, ecuația anterioară nu poate fi numită legea lui Ohm, dar poate fi totuși utilizată ca o definiție a rezistenței statice/DC. Legea lui Ohm este o relație empirică care descrie cu exactitate conductivitatea majorității materialelor conductoare electric pe multe ordine de mărime ale curentului. Totuși, unele materiale nu respectă legea lui Ohm; acestea sunt numite ne-omice.
Legea a fost numită după fizicianul german Georg Simon Ohm, care, într-un tratat publicat în 1827, a descris măsurători ale tensiunii aplicate și ale curentului prin circuite electrice simple ce conțineau diferite lungimi de sârmă. Ohm și-a explicat rezultatele experimentale printr-o ecuație ușor mai complexă decât forma modernă menționată anterior (vezi § Istorie mai jos).
În fizică, termenul legea lui Ohm este folosit și pentru a se referi la diverse generalizări ale legii; de exemplu, forma vectorială a legii utilizată în electromagnetism și știința materialelor:
{\displaystyle \mathbf {J} =\sigma \mathbf {E} ,}Unde J este densitatea de curent într-un punct dat dintr-un material rezistiv, E este câmpul electric în acel punct, iar σ (sigma) este un parametru dependent de material numit conductivitate, definit ca fiind inversul rezistivității ρ (rho). Această reformulare a legii lui Ohm se datorează lui Gustav Kirchhoff.

## Istorie
În ianuarie 1781, înainte de lucrările lui Georg Ohm, Henry Cavendish a experimentat cu vase Leyden și tuburi de sticlă de diametre și lungimi variabile, umplute cu soluție salină. El a măsurat curentul notând cât de puternic era șocul resimțit atunci când închidea circuitul cu propriul corp. Cavendish a scris că „viteza” (curentul) varia direct proporțional cu „gradul de electrificare” (tensiunea). El nu și-a comunicat rezultatele altor oameni de știință la acea vreme, iar acestea au rămas necunoscute până când James Clerk Maxwell le-a publicat în 1879.
Francis Ronalds a delimitat „intensitatea” (tensiunea) și „cantitatea” (curentul) pentru pila uscată—o sursă de înaltă tensiune—în 1814, folosind un electrometru cu frunze de aur. El a descoperit că, pentru o pilă uscată, relația dintre cei doi parametri nu era proporțională în anumite condiții meteorologice.
Ohm și-a desfășurat lucrările asupra rezistenței în anii 1825 și 1826, publicând rezultatele în 1827 sub forma cărții *Die galvanische Kette, mathematisch bearbeitet* („Circuitul galvanic investigat matematic”). El a fost considerabil inspirat de lucrările lui Joseph Fourier asupra conducerii căldurii în explicarea teoretică a lucrării sale. Pentru experimentele sale, a folosit inițial pile voltaice, dar ulterior a folosit un termocuplu, deoarece acesta oferea o sursă de tensiune mai stabilă în termeni de rezistență internă și tensiune constantă. El a folosit un galvanometru pentru a măsura curentul și știa că tensiunea între bornele termocuplului era proporțională cu temperatura la joncțiune. A adăugat apoi fire de test de lungimi, diametre și materiale variate pentru a închide circuitul. A descoperit că datele sale puteau fi modelate prin ecuația{\displaystyle x={\frac {a}{b+\ell }},}Unde x era citirea de pe galvanometru, ℓ era lungimea conductorului de test, a depindea de temperatura joncțiunii termocuplului, iar b era o constantă a întregii configurații. Din aceasta, Ohm a determinat legea sa de proporționalitate și și-a publicat rezultatele.
În notația modernă, se scrie:{\displaystyle I={\frac {\mathcal {E}}{r+R}},}Unde E este forța electromotoare (fem) în circuit deschis a termocuplului, r este rezistența internă a termocuplului, iar R este rezistența firului de test. În funcție de lungimea firului, aceasta devine{\displaystyle I={\frac {\mathcal {E}}{r+{\mathcal {R}}\ell }},}Unde {\displaystyle {\mathcal {R}}} este rezistența firului de test pe unitatea de lungime. Astfel, coeficienții lui Ohm sunt:{\displaystyle a={\frac {\mathcal {E}}{\mathcal {R}}},\quad b={\frac {\mathcal {r}}{\mathcal {R}}}.}Legea lui Ohm a fost probabil cea mai importantă dintre primele descrieri cantitative ale fizicii electricității. Astăzi o considerăm aproape evidentă. Când Ohm și-a publicat pentru prima dată lucrarea, lucrurile nu stăteau așa; criticii au reacționat cu ostilitate față de abordarea sa asupra subiectului. Aceștia au numit lucrarea sa „o rețea de fantezii goale”, iar Ministrul Educației Naționale a proclamat că „un profesor care predică astfel de erezii nu este demn să predea știința”. Filosofia științifică predominantă în Germania la acea vreme susținea că nu era nevoie de experimente pentru a dezvolta o înțelegere a naturii, deoarece natura este atât de bine ordonată, iar adevărurile științifice pot fi deduse doar prin raționament. De asemenea, fratele lui Ohm, Martin, un matematician, se confrunta cu sistemul educațional german. Acești factori au împiedicat acceptarea lucrării lui Ohm, iar aceasta nu a devenit larg acceptată până în anii 1840. Cu toate acestea, Ohm a primit recunoaștere pentru contribuțiile sale științifice cu mult înainte de a muri.
În anii 1850, legea lui Ohm era bine cunoscută și considerată dovedită. Alternative precum „Legea lui Barlow” au fost discreditate, în ceea ce privește aplicațiile reale pentru proiectarea sistemelor de telegraf, așa cum a discutat Samuel F. B. Morse în 1855.
Electronul a fost descoperit în 1897 de către J. J. Thomson, și s-a realizat rapid că acesta era particula (purtătorul de sarcină) care transporta curenții electrici în circuitele electrice. În 1900, primul model (clasic) al conducerii electrice, modelul Drude, a fost propus de Paul Drude, oferind în sfârșit o explicație științifică pentru legea lui Ohm. În acest model, un conductor solid constă într-un grilaj staționar de atomi (ioni), cu electroni de conducție care se mișcă aleatoriu în el. O tensiune aplicată unui conductor creează un câmp electric, care accelerează electronii în direcția câmpului electric, cauzând o deplasare a electronilor, care reprezintă curentul electric. Totuși, electronii se ciocnesc de atomi, ceea ce îi face să se împrăștie și să-și randomizeze mișcarea, transformând astfel energia cinetică în căldură (energie termică). Folosind distribuții statistice, se poate arăta că viteza medie de deplasare a electronilor și, astfel, curentul, este proporțională cu câmpul electric și, astfel, cu tensiunea, pe o gamă largă de tensiuni.
Dezvoltarea mecanicii cuantice în anii 1920 a modificat puțin această imagine, dar în teoriile moderne viteza medie de deplasare a electronilor poate fi totuși demonstrată ca fiind proporțională cu câmpul electric, derivând astfel legea lui Ohm. În 1927, Arnold Sommerfeld a aplicat distribuția cuantică Fermi-Dirac a energiilor electronilor modelului Drude, rezultând modelul electronului liber. Un an mai târziu, Felix Bloch a arătat că electronii se mișcă sub formă de unde (electroni Bloch) printr-un grilaj cristalin solid, astfel încât dispersia pe atomii grilajului, așa cum era postulată în modelul Drude, nu este un proces major; electronii se împrăștie pe atomii de impurități și pe defectele din material. Succesorul final, teoria modernă a benzii cuantice a solidelor, a arătat că electronii într-un solid nu pot lua orice energie, așa cum se presupunea în modelul Drude, ci sunt restricționați la benzi de energie, cu goluri între ele de energii pe care electronii nu le pot avea. Dimensiunea golului de bandă este o caracteristică a unei anumite substanțe, având o influență semnificativă asupra rezistivității electrice, explicând de ce unele substanțe sunt conductoare electrice, altele semiconductoare, iar altele izolatoare.
Deși termenul vechi pentru conductanța electrică, mho (inversul unității de rezistență, ohm), este încă utilizat, un nou nume, siemens, a fost adoptat în 1971, în onoarea lui Ernst Werner von Siemens. Siemens este preferat în lucrările formale.
În anii 1920, s-a descoperit că curentul printr-un rezistor practic are de fapt fluctuații statistice, care depind de temperatură, chiar și atunci când tensiunea și rezistența sunt exact constante; această fluctuație, cunoscută acum sub numele de zgomot Johnson-Nyquist, se datorează naturii discrete a sarcinii. Acest efect termic implică faptul că măsurătorile de curent și tensiune realizate pe perioade de timp suficient de scurte vor produce rapoarte V/I care fluctuează față de valoarea R indicată de media temporală sau de media ansamblului curentului măsurat; legea lui Ohm rămâne corectă pentru curentul mediu, în cazul materialelor rezistive obișnuite.
Lucrarea lui Ohm a precedat cu mult ecuațiile lui Maxwell și orice înțelegere a efectelor dependente de frecvență în circuitele de curent alternativ. Dezvoltările moderne în teoria electromagnetică și teoria circuitelor nu contrazic legea lui Ohm atunci când sunt evaluate în limitele corespunzătoare.

## Domeniu
Legea lui Ohm este o lege empirică, o generalizare bazată pe numeroase experimente care au arătat că, pentru majoritatea materialelor, curentul este aproximativ proporțional cu câmpul electric. Este mai puțin fundamentală decât ecuațiile lui Maxwell și nu este întotdeauna respectată. Orice material dat se va descompune sub un câmp electric suficient de puternic, iar unele materiale de interes în ingineria electrică sunt „ne-omice” sub câmpuri slabe.
Legea lui Ohm a fost observată pe o gamă largă de scale de lungime. La începutul secolului al XX-lea, se credea că legea lui Ohm ar eșua la scara atomică, dar experimentele nu au confirmat această așteptare. Începând cu 2012, cercetătorii au demonstrat că legea lui Ohm funcționează pentru fire de siliciu cu lățimea de patru atomi și înălțimea de un atom.

## Origini microscopice

Electronii modelului Drude (prezentați aici cu albastru) sar în mod constant printre ionii de cristal staționari mai grei (prezentați cu roșu).

Dependența densității de curent de câmpul electric aplicat este, în esență, de natură cuantică (vezi Conductivitatea clasică și cuantică). O descriere calitativă care conduce la legea lui Ohm poate fi bazată pe mecanica clasică folosind modelul Drude, dezvoltat de Paul Drude în 1900.
Modelul Drude tratează electronii (sau alți purtători de sarcină) ca pe niște bile de pinball care se lovesc de ionii care alcătuiesc structura materialului. Electronii sunt accelerați în direcția opusă câmpului electric de către câmpul electric mediu din locația lor. Cu fiecare coliziune, însă, electronul este deviat într-o direcție aleatorie, cu o viteză mult mai mare decât cea câștigată de la câmpul electric. Rezultatul net este că electronii urmează o traiectorie în zigzag din cauza coliziunilor, dar în general se deplasează într-o direcție opusă câmpului electric.
Viteza de derivă determină apoi densitatea de curent electric și relația sa E și este independentă de coliziuni. Drude a calculat viteza medie de derivă folosind  p = −eEτ, unde p este impulsul mediu, −e este sarcina electronului, iar τ este timpul mediu între coliziuni. Deoarece atât impulsul, cât și densitatea de curent sunt proporționale cu viteza de derivă, densitatea de curent devine proporțională cu câmpul electric aplicat; aceasta conduce la legea lui Ohm.

## Analogia hidraulică
O analogie hidraulică este folosită uneori pentru a descrie legea lui Ohm. Presiunea apei, măsurată în pascali (sau PSI), este analogul tensiunii electrice, deoarece stabilirea unei diferențe de presiune a apei între două puncte de-a lungul unei conducte (orizontale) determină fluxul apei. Debitarea apei, măsurată în litri pe secundă, este analogul curentului electric, măsurat în coulombi pe secundă. În cele din urmă, restrictorii de debit, cum ar fi deschiderile plasate în conductele dintre punctele unde se măsoară presiunea apei, sunt analogi rezistențelor. Spunem că rata fluxului de apă printr-un restrictor este proporțională cu diferența de presiune a apei de-a lungul restrictorului. În mod similar, rata fluxului de sarcină electrică, adică curentul electric, printr-un rezistor electric este proporțională cu diferența de tensiune măsurată pe rezistor. Într-un sens mai general, înălțimea hidraulică poate fi considerată analogul tensiunii electrice, iar legea lui Ohm este atunci analogă cu legea lui Darcy, care leagă înălțimea hidraulică de debitul de volum prin intermediul conductivității hidraulice.
Variabilele de debit și presiune pot fi calculate într-o rețea de flux de fluide folosind analogia hidraulică a legii lui Ohm. Metoda poate fi aplicată atât pentru situații de flux constant, cât și pentru cele tranzitorii. În regiunea de flux laminar liniar, legea lui Poiseuille descrie rezistența hidraulică a unei conducte, dar în regiunea de flux turbulent, relațiile dintre presiune și debit devin neliniare.
Analogia hidraulică a legii lui Ohm a fost folosită, de exemplu, pentru a aproxima fluxul sanguin prin sistemul circulator.

## Analiza circuitului

Acoperirea necunoscutului în mnemonicul imaginii legii lui Ohm oferă formula în ceea ce privește parametrii rămași

Roata legii lui Ohm cu simboluri internaționale ale unităților

În analiza circuitelor, trei expresii echivalente ale legii lui Ohm sunt utilizate:{\displaystyle I={\frac {V}{R}}\quad {\text{sau}}\quad V=IR\quad {\text{sau}}\quad R={\frac {V}{I}}.}Fiecare ecuație este citată de unele surse ca relația definitorie a legii lui Ohm, sau toate trei sunt citate, sau derivă dintr-o formă proporțională, sau uneori sunt date doar cele două care nu corespund declarației originale a lui Ohm.
Interschimbabilitatea ecuației poate fi reprezentată printr-un triunghi, unde V (tensiunea) este plasată în secțiunea de sus, I (curentul) este plasat în secțiunea din stânga, iar R (rezistența) este plasată în secțiunea din dreapta. Linia de divizare dintre secțiunile de sus și de jos indică împărțirea (de aici și bara de împărțire).

### Circuite rezistive
Rezistențele sunt elemente de circuit care împiedică trecerea sarcinii electrice în conformitate cu legea lui Ohm și sunt proiectate pentru a avea o valoare specifică a rezistenței R. În diagramele schematice, un rezistor este reprezentat ca un dreptunghi lung sau un simbol în zig-zag. Un element (rezistor sau conductor) care se comportă conform legii lui Ohm într-un anumit interval de funcționare este denumit dispozitiv ohmic (sau rezistor ohmic), deoarece legea lui Ohm și o singură valoare a rezistenței sunt suficiente pentru a descrie comportamentul dispozitivului în acel interval.
Legea lui Ohm este valabilă pentru circuitele care conțin doar elemente rezistive (fără capacități sau inductanțe) pentru toate formele de tensiune sau curent de alimentare, indiferent dacă tensiunea sau curentul sunt constante (DC) sau variabile în timp, cum ar fi în cazul curentului alternativ (AC). În orice moment, legea lui Ohm este validă pentru astfel de circuite.
Rezistențele care sunt în serie sau în paralel pot fi grupate într-o "rezistență echivalentă" pentru a aplica legea lui Ohm în analiza circuitului.

### Circuite reactive cu semnale variabile în timp
Când elemente reactive precum condensatoare, inductori sau linii de transmisie sunt implicate într-un circuit la care se aplică tensiune sau curent alternativ (AC) sau variabil în timp, relația dintre tensiune și curent devine soluția unei ecuații diferențiale, astfel că legea lui Ohm (așa cum este definită mai sus) nu se aplică direct, deoarece acea formă conține doar rezistențe cu valoarea R, nu impedanțe complexe care pot conține capacitate (C) sau inductanță (L).
Ecuațiile pentru circuitele AC invariabile în timp au aceeași formă ca legea lui Ohm. Cu toate acestea, variabilele sunt generalizate la numere complexe, iar formele de undă ale curentului și tensiunii sunt exponentiale complexe.
În această abordare, o formă de undă a tensiunii sau a curentului are forma Aest, unde t este timpul, s este un parametru complex, iar A este un scalar complex. În orice sistem liniar invariabil în timp, toți curenții și tensiunile pot fi exprimați cu același parametru s ca intrare a sistemului, permițând anularea termenului exponențial complex variabil în timp, astfel încât sistemul să fie descris algebric în termeni de scalari complecși în formele de undă ale curentului și tensiunii.
Generalizarea complexă a rezistenței este impedanța, denumită de obicei Z; se poate arăta că pentru un inductor,{\displaystyle Z=sL}și pentru un condensator,{\displaystyle Z={\frac {1}{sC}}.}Acum se poate scrie ca și,{\displaystyle V=Z\,I}unde V și I sunt valori scalare de tip complex ale tensiunii și curentului, respectiv, iar Z este impedanța complexă.
Această formă a legii lui Ohm, în care Z înlocuiește R, generalizează forma mai simplă. Când Z este complex, doar partea reală este responsabilă pentru disiparea căldurii.
Într-un circuit AC general, Z variază semnificativ în funcție de parametrul de frecvență s, iar astfel și relația dintre tensiune și curent va varia.
În cazul comun al unei sinusoide constante, parametrul s este considerat a fi jω, corespunzând unei sinusoide complexe Aejωt. Partea reală a acestor forme de undă complexe pentru curent și tensiune descrie curenții și tensiunile sinusoidale reale dintr-un circuit, care pot fi în faze diferite datorită scalarilor complexe diferite.

### Aproximații liniare

Curbele I–V a patru dispozitive: două rezistențe, o diodă și o baterie. Cele două rezistențe urmează legea lui Ohm: diagrama este o linie dreaptă prin origine. Celelalte două dispozitive nu respectă legea lui Ohm.

Legea lui Ohm este una dintre ecuațiile de bază utilizate în analiza circuitelor electrice. Se aplică atât la conductorii metalici, cât și la componentele de circuit (rezistențe) special create pentru acest comportament. Ambele sunt omniprezente în ingineria electrică. Materialele și componentele care respectă legea lui Ohm sunt descrise ca fiind "ohmice", ceea ce înseamnă că produc aceeași valoare pentru rezistență (R = V/I), indiferent de valoarea lui V sau I aplicată și dacă tensiunea sau curentul aplicat este curent continuu (DC) cu polaritate pozitivă sau negativă sau curent alternativ (AC).
Într-un dispozitiv cu adevărat ohmic, aceeași valoare a rezistenței va fi calculată din R = V/I, indiferent de valoarea tensiunii aplicate V. Cu alte cuvinte, raportul V/I este constant, iar când curentul este reprezentat grafic în funcție de tensiune, curba este liniară (o linie dreaptă). Dacă tensiunea este forțată la o anumită valoare V, atunci acea tensiune V împărțită la curentul măsurat I va fi egală cu R. Sau dacă curentul este forțat la o anumită valoare I, atunci tensiunea măsurată V împărțită la acel curent I este de asemenea R. Deoarece graficul I versus V este o linie dreaptă, este adevărat și că, pentru orice set de două tensiuni diferite V1 și V2 aplicate unui dispozitiv cu rezistența R, care produc curenții I1 = V1/R și I2 = V2/R, raportul (V1 − V2)/(I1 − I2) este de asemenea o constantă egală cu R. Operatorul "delta" (Δ) este utilizat pentru a reprezenta o diferență într-o mărime, așa că putem scrie ΔV = V1 − V2 și ΔI = I1 − I2. În rezumat, pentru orice dispozitiv cu adevărat ohmic având rezistența R, V/I = ΔV/ΔI = R pentru orice tensiune sau curent aplicat sau pentru diferența dintre orice set de tensiuni sau curenți aplicați.
Totuși, există componente ale circuitelor electrice care nu respectă legea lui Ohm; adică relația lor dintre curent și tensiune (curba I-V) este neliniară (sau non-ohmică). Un exemplu este dioda cu joncțiune p-n (curba din dreapta). Așa cum se observă în figură, curentul nu crește liniar cu tensiunea aplicată pentru o diodă. Se poate determina o valoare a curentului (I) pentru o anumită valoare a tensiunii aplicate (V) din curba respectivă, dar nu din legea lui Ohm, deoarece valoarea „rezistenței” nu este constantă în funcție de tensiunea aplicată. Mai mult, curentul crește semnificativ doar dacă tensiunea aplicată este pozitivă, nu negativă. Raportul V/I pentru un anumit punct de-a lungul curbei neliniare este uneori numit rezistență statică, de coardă sau DC, dar, așa cum se observă în figură, valoarea totală a lui V împărțită la I variază în funcție de punctul ales de-a lungul curbei neliniare. Acest lucru înseamnă că rezistența „DC” V/I într-un punct de pe curbă nu este aceeași cu cea determinată prin aplicarea unui semnal AC cu amplitudinea de vârf ΔV volți sau ΔI amperi, centrată în același punct de pe curbă și măsurând ΔV/ΔI. Totuși, în unele aplicații ale diodelor, semnalul AC aplicat dispozitivului este mic și este posibil să se analizeze circuitul în termeni de rezistență dinamică, semnal mic sau incrementală, definită ca inversul pantei curbei V-I la valoarea medie (punctul de funcționare DC) a tensiunii (adică inversul derivatei curentului în funcție de tensiune). Pentru semnale suficient de mici, rezistența dinamică permite calcularea rezistenței pentru semnal mic din legea lui Ohm aproximativ ca fiind inversul pantei unei linii trasate tangențial la curba V-I în punctul de funcționare DC.

## Efecte ale temperaturii
Legea lui Ohm a fost uneori enunțată astfel: „pentru un conductor într-o stare dată, forța electromotoare este proporțională cu curentul produs.” Adică, rezistența, raportul dintre forța electromotoare aplicată (sau tensiunea) și curent, „nu variază cu intensitatea curentului.” Calificativul „într-o stare dată” este de obicei interpretat ca însemnând „la o temperatură constantă,” deoarece rezistivitatea materialelor depinde, de obicei, de temperatură. Deoarece conducția curentului este legată de încălzirea Joule a corpului conductor, conform primei legi a lui Joule, temperatura unui corp conductor poate să se schimbe atunci când transportă curent. Dependența rezistenței de temperatură face astfel ca rezistența să depindă de curent într-o configurație experimentală tipică, ceea ce face ca legea, în această formă, să fie dificil de verificat direct. Maxwell și alții au dezvoltat mai multe metode pentru a testa experimental legea în 1876, controlând efectele de încălzire. De obicei, măsurătorile rezistenței unui eșantion sunt efectuate la curenți mici pentru a preveni încălzirea Joule. Totuși, chiar și un curent mic cauzează încălzire (răcire) la primul (al doilea) contact al eșantionului din cauza efectului Peltier. Temperaturile la contactele eșantionului devin diferite, iar această diferență este liniară în funcție de curent. Căderea de tensiune pe circuit include și forța termoelectromotoare Seebeck, care din nou este liniară în funcție de curent. Ca rezultat, există o corecție termică la rezistența eșantionului chiar și la curenți neglijabil de mici. Magnitudinea corecției ar putea fi comparabilă cu rezistența eșantionului.

## Relația cu conductorii de căldură
Principiul lui Ohm prevede fluxul de sarcină electrică (adică curentul) în conductori electrici atunci când sunt supuși influenței diferențelor de tensiune; principiul lui Jean-Baptiste-Joseph Fourier prevede fluxul de căldură în conductori termici atunci când sunt supuși influenței diferențelor de temperatură.
Aceeași ecuație descrie ambele fenomene, variabilele ecuației având semnificații diferite în cele două cazuri. În mod specific, rezolvarea unei probleme de conducție termică (Fourier) cu variabilele temperatură (forța „motoare”) și flux de căldură (rata fluxului „cantității” determinate, adică energia termică) rezolvă și o problemă analogă de conducție electrică (Ohm), având potențial electric (forța „motoare”) și curent electric (rata fluxului „cantității” determinate, adică sarcină electrică).
Baza lucrării lui Fourier a fost concepția și definirea clară a conductivității termice. El a presupus că, în condiții similare, fluxul de căldură este strict proporțional cu gradientul de temperatură. Deși fără îndoială adevărat pentru gradientele mici de temperatură, comportamentul strict proporțional va fi pierdut atunci când materialele reale (de exemplu, cele care au o conductivitate termică dependentă de temperatură) sunt supuse gradientelor mari de temperatură.
O presupunere similară este făcută în enunțul legii lui Ohm: alte condiții fiind egale, intensitatea curentului în fiecare punct este proporțională cu gradientul de potențial electric. Acuratețea presupunerii că fluxul este proporțional cu gradientul este mai ușor de testat, folosind metode moderne de măsurare, în cazul electric decât în cazul termic.

## Alte versiuni

Curentul care curge printr-un conductor cilindric uniform (cum ar fi un fir rotund) cu un câmp uniform aplicat.

Legea lui Ohm, în forma de mai sus, este o ecuație extrem de utilă în domeniul ingineriei electrice/electronice, deoarece descrie cum sunt interconectate tensiunea, curentul și rezistența la un nivel „macroscopic,” adică în mod obișnuit, ca elemente de circuit într-un circuit electric. Fizicienii care studiază proprietățile electrice ale materiei la nivel microscopic folosesc o ecuație vectorială strâns legată și mai generală, uneori denumită tot legea lui Ohm, având variabile care sunt strâns legate de variabilele scalare V, I și R din legea lui Ohm, dar care sunt funcții de poziție în interiorul conductorului. Fizicienii utilizează adesea această formă continuă a legii lui Ohm:{\displaystyle \mathbf {E} =\rho \mathbf {J} }Unde E este vectorul câmpului electric, cu unități de volți pe metru (analog cu V din legea lui Ohm, care are unități de volți), J este vectorul densității curentului, cu unități de amperi pe unitate de suprafață (analog cu I din legea lui Ohm, care are unități de amperi), iar ρ (rho) este rezistivitatea, cu unități de ohm·metri (analog cu R din legea lui Ohm, care are unități de ohmi). Ecuația de mai sus este scrisă și ca J=σE, unde σ (sigma) este conductivitatea, care este reciprocul lui ρ.
Tensiunea dintre două puncte este definită astfel:{\displaystyle {\Delta V}=-\int {\mathbf {E} \cdot d{\boldsymbol {\ell }}}}Cu dℓ elementul de drum de-a lungul integrării vectorului câmpului electric E. Dacă câmpul E aplicat este uniform și orientat de-a lungul lungimii conductorului, așa cum este arătat în figură, atunci, definind tensiunea V conform convenției obișnuite ca fiind opusă direcției câmpului (vezi figura), și cu înțelegerea că tensiunea V este măsurată diferențial de-a lungul lungimii conductorului, permițându-ne să eliminăm simbolul Δ, ecuația vectorială de mai sus se reduce la ecuația scalară:{\displaystyle V={E}{\ell }\ \ {\text{or}}\ \ E={\frac {V}{\ell }}.}Deoarece câmpul electric E este uniform în direcția lungimii firului, pentru un conductor care are o rezistivitate uniformă ρ, densitatea de curent J va fi, de asemenea, uniformă în orice secțiune transversală și orientată în direcția lungimii firului, astfel încât putem scrie:{\displaystyle J={\frac {I}{a}}.}Substituind cele două rezultate de mai sus (pentru \( \mathbf{E} \) și \( \mathbf{J} \), respectiv) în forma continuă prezentată la începutul acestei secțiuni:{\displaystyle {\frac {V}{\ell }}={\frac {I}{a}}\rho \qquad {\text{sau}}\qquad V=I\rho {\frac {\ell }{a}}.}Rezistența electrică a unui conductor uniform este dată, în termeni de rezistivitate, de:{\displaystyle {R}=\rho {\frac {\ell }{a}}}unde  ℓ este lungimea conductorului în unități SI de metri, a este aria secțiunii transversale (pentru un fir rotund a=πr2, dacă r este raza) în unități de metri pătrați, iar ρ este rezistivitatea în unități de ohm·metri.
După substituirea lui R din ecuația de mai sus în ecuația anterioară, forma continuă a legii lui Ohm pentru un câmp uniform (și densitate de curent uniformă) orientată de-a lungul lungimii conductorului se reduce la forma mai familiară:{\displaystyle V=IR.}Un cristal perfect, cu o mișcare termică suficient de redusă și fără devieri de la structura periodică, nu ar avea rezistivitate, dar un metal real are defecte cristalografice, impurități, mai mulți izotopi și mișcare termică a atomilor. Electronii se împrăștie din cauza tuturor acestor factori, rezultând o rezistență la fluxul lor.
Formele generalizate și mai complexe ale legii lui Ohm sunt importante în fizica materiei condensate, care studiază proprietățile materiei și, în special, structura sa electronică. În termeni generali, acestea se încadrează în tema ecuațiilor constitutive și teoria coeficienților de transport.

### Efecte magnetice
Dacă este prezent un câmp magnetic extern B și conductorul nu este în repaus, ci se deplasează cu viteza v, atunci trebuie adăugat un termen suplimentar pentru a ține cont de curentul indus de forța Lorentz asupra purtătorilor de sarcină.{\displaystyle \mathbf {J} =\sigma (\mathbf {E} +\mathbf {v} \times \mathbf {B} )}În sistemul de referință al conductorului în mișcare, acest termen dispare deoarece  v=0. Nu există nicio contradicție deoarece câmpul electric în sistemul de referință de repaus diferă de câmpul electric din sistemul de referință al laboratorului: E′=E+v×B. Câmpurile electrice și magnetice sunt relative, vezi transformările Lorentz.
Dacă densitatea de curent J este alternativă, deoarece tensiunea aplicată sau câmpul electric variază în timp, atunci trebuie adăugată reactanța la rezistență pentru a ține cont de autoinducție, vezi impedanța electrică. Reactanța poate fi puternică dacă frecvența este mare sau conductorul este bobinat.

### Fluide conductoare
Într-un fluid conductiv, precum un plasmo, apare un efect similar. Să considerăm un fluid care se deplasează cu viteza v într-un câmp magnetic B. Mișcarea relativă induce un câmp electric E care exercită o forță electrică asupra particulelor încărcate, generând un curent electric J. Ecuația de mișcare pentru gazul de electroni, cu o densitate numerică ne, se scrie astfel:{\displaystyle m_{e}n_{e}{d\mathbf {v} _{e} \over dt}=-n_{e}e\mathbf {E} +n_{e}m_{e}\nu (\mathbf {v} _{i}-\mathbf {v} _{e})-en_{e}\mathbf {v} _{e}\times \mathbf {B} ,}unde e, me și ve sunt sarcina, masa și viteza electronilor, respectiv. De asemenea, ν este frecvența coliziunilor electronilor cu ionii care au un câmp de viteză vi. Deoarece masa electronului este foarte mică în comparație cu cea a ionilor, putem ignora partea stângă a ecuației de mai sus pentru a scrie{\displaystyle \sigma (\mathbf {E} +\mathbf {v} \times \mathbf {B} )=\mathbf {J} ,}unde am folosit definiția densității de curent și, de asemenea, am notat
{\displaystyle \sigma ={n_{e}e^{2} \over \nu m_{e}}}
care reprezintă conductivitatea electrică. Această ecuație poate fi scrisă echivalent astfel:{\displaystyle \mathbf {E} +\mathbf {v} \times \mathbf {B} =\rho \mathbf {J} ,}unde  ρ=σ−1 este rezistivitatea electrică. De asemenea, este obișnuit să se folosească notația η în loc de ρ, ceea ce poate fi confuz, deoarece aceeași notație este folosită pentru difuzivitatea magnetică, definită ca η=μ0σ1.